# Prostomatella arenicola
Prostomatella arenicola är en djurart som tillhör fylumet slemmaskar, och som beskrevs av Friedrich 1935. Prostomatella arenicola ingår i släktet Prostomatella och familjen Tetrastemmatidae. Inga underarter finns listade i Catalogue of Life.